# Pehr Byström
Pehr Byström (i riksdagen kallad Byström i Byn), född 24 december 1813 i Svegs socken i Jämtlands län, död där 25 december 1905, var en svensk politiker. Han företrädde bondeståndet i Svegs och Hede tingslag vid ståndsriksdagen 1865–1866.